# Cynanchum bonariense
Cynanchum bonariense là một loài thực vật có hoa trong họ La bố ma. Loài này được (Decne.) T.Mey. mô tả khoa học đầu tiên năm 1944.